# Природний міст (Аруба)

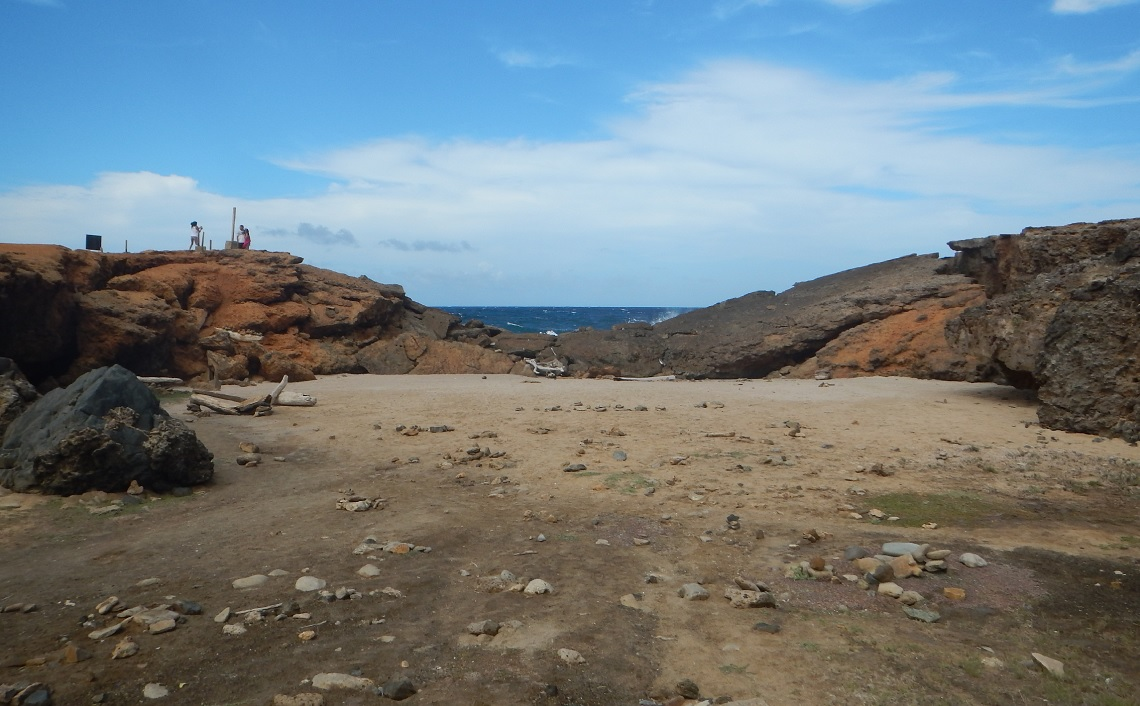
Затока в 2013 році

Природний міст (Аруба) (нід. Natural Bridge (Aruba)) — нерукотворний і природний міст у світі і особливою пам'яткою острова Аруба. Знаходиться в Нідерландах.

## Опис
Міст був створений в результаті вимивання коралового вапняку, який прибій розмивав в камінь протягом століть в затоці Андікурі на північно-східній стороні острова. При загальній довжині 30 метрів це був найбільший природний арковий міст такого роду в Карибському басейні. Найвища точка знаходилася на висоті близько 7,6 метра над рівнем моря. На нього також можуть наїхати автомобілі.
На світанку в п'ятницю, 5 вересня 2005 року, міст, що є пам'ятником природи Національного парку Арікок, звалився після того, як кілька невеликих тріщин з'явилися кількома місяцями раніше.
Міст був часто відвідуваним екскурсійним об'єктом для туристів і популярним місцем для пікніків і купання місцевого населення. Набагато менший міст знаходиться прямо поруч з руйнуючою пам'яткою острова.

## Дв. також
- Географія Аруби
- Малі Антильські острови